# 칸다가와 제트 걸즈
칸다가와 제트 걸즈(일본어: 神田川JET GIRLS, Kandagawa Jet Girls)는 가도카와, 마블러스, 에그 펌이 개발한 멀티미디어 프로젝트이다. TNK의 일본의 애니메이션 텔레비전 시리즈가 2019년 10월부터 2020년 1월까지 방영되었다. 마블러스가 배급하고 자회사 허니퍼레이드 게임스가 개발한 경주 게임이 일본에서 2020년 1월 플레이스테이션 4용으로 출시되었다. 서부 버전의 게임은 플레이스테이션 4와 마이크로소프트 윈도우용으로 2020년 8월 출시되었다. 북아메리카 버전은 엑시드 게임스에 의해 배급되었으며 유럽과 오스트레일리아 버전은 마블러스 유럽을 통해 배급되었다.

## 같이 보기
- 경정 (스포츠)